# John Jarvis (karateka)
John Jarvis (ur. 1947), nowozelandzki karateka, posiadacz stopnia 5 DAN w Karate Gōjū-ryū. W 1967 zaliczył test 100 kumite. Jego pierwszym trenerem był Steve Arneil, później był m.in. uczniem Gogena Yamaguchi. Obecnie jest instruktorem i sędzią Okinawa Gōjū-ryū Karate.
Jest autorem trzech książek poświęconych karate:
- John Jarvis: Kurosaki Killed the Cat. Rembuden Publishing: 2006. ISBN 0-958-27280-8. Brak numerów stron w książce
- John Jarvis: The handy self defence book. Wellington: Rembuden Publishing, 1972. Brak numerów stron w książce
- John Jarvis: Weight training for self defense. Wellington: Rembuden Publishing, 1973. Brak numerów stron w książce